# 阿巴特利斯宮

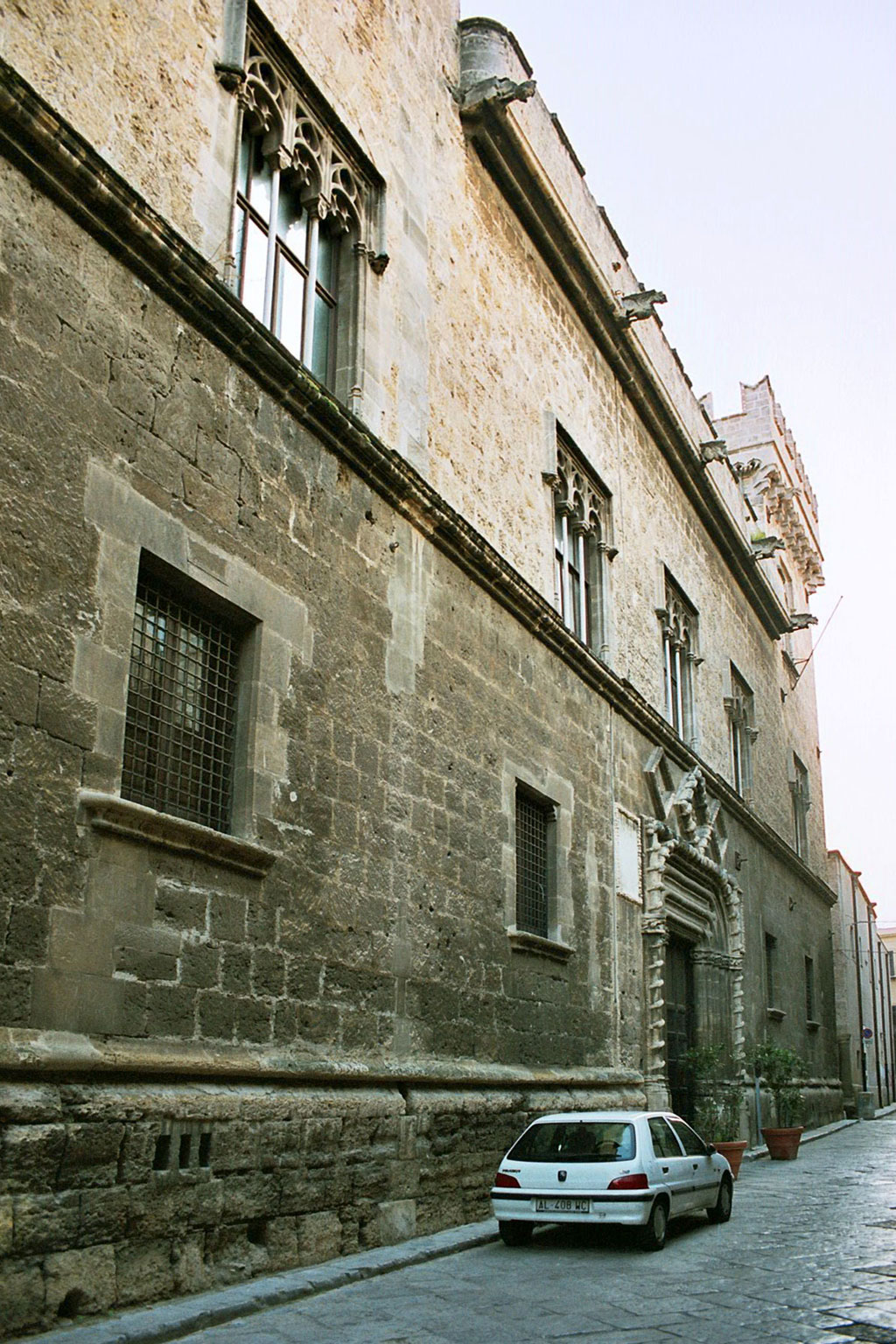
阿巴特利斯宮

阿巴特利斯宮（義大利語：Palazzo Abatellis）是位於義大利南部西西里島城市巴勒莫的一座宮殿建築，現在這座建築被作為西西里美術館使用。阿巴特利斯宮是一座加泰隆尼亞哥特式建築，設計於15世紀。二戰期間阿巴特利斯宮曾經遭到盟軍空襲，但後來得到修復。1954年6月23日後，阿巴特利斯宮作為美術館對外開放。

## 外部連結
- Museum's website （意大利文）

38°07′00″N 13°22′16″E / 38.1167°N 13.3711°E